# Viktor Sidjak
Viktor Aleksandrovič Sidjak (in russo Ви́ктор Алекса́ндрович Сидя́к?; Anžero-Sudžensk, 24 novembre 1943) è un ex schermidore e maestro di scherma sovietico, vincitore di quattro medaglie d'oro, una d'argento ed una di bronzo nella sciabola ai giochi olimpici. Vincitore anche di due Coppe del Mondo di scherma.

## Biografia
Atleta di altissimo livello, con i suoi innumerevoli successi, ha dato lustro alla nazionale Russa di Scherma negli anni '70 e '80. Acerrimo "nemico" sulle pedane del campione olimpico Mario Aldo Montano ha allenato il giovane Aldo Montano al Circolo Scherma Fides di Livorno sul finire degli anni '90 contribuendo alla crescita professionale dell'atleta divenuto poi campione olimpico. Lo stesso Montano si affidò nuovamente alle cure del Maestro Sidjak prima dell'Olimpiade di Pechino 2008.